# Go-Sanjō
L'empereur Go-Sanjō (後三条天皇, Go-Sanjō Tennō, 3 septembre 1034 – 15 juin 1073) est le 71e empereur du Japon, selon l'ordre traditionnel de la succession, et a régné de 1068 au 18 janvier 1073. Son nom personnel était prince Takahito  (尊仁). Son nom posthume lui a été donné en mémoire de celui de l'empereur Sanjō (on peut traduire le préfixe Go-, 後, par « postérieur », ce qui donne donc « Empereur Sanjō II ».)

## Généalogie
Go-Sanjō était le second fils de l'empereur Go-Suzaku. Sa mère était l'impératrice Kōgō Sadako (禎子内親王), la troisième fille de l'empereur Sanjō, ce qui fait de lui le premier empereur du Japon en 170 ans dont la mère n'est pas une femme du clan Fujiwara, le dernier étant l'empereur Uda. Il eut plusieurs enfants, parmi lesquels le futur empereur Shirakawa.

### Impératrice et consorts
- Fujiwara no Moshi (Shigeko), fille de Fujiwara no Kinnari et fille adoptive de Fujiwara no Yoshinobu; entrée au palais vers 1049; morte en 1062 et élevée au rang d'impératrice douairière posthume ; dont il eut 6 enfants :
  - première fille : Princesse Soshi (Fusako), (1050 - 1131)
  - seconde fille : Princesse (février - juillet 1052)
  - premier fils : Prince Sadahito, né en 1053 (empereur Shirakawa.)
  - troisième fille : Princesse Shunshi (Toshiko), née en 1056; saiin du Ise-jingū, morte en 1132
  - quatrième fille : Princesse Kashi (Yoshiko) (1057 - 1130)
  - cinquième fille : Princesse Tokushi (Atsuko) (née en 1060; impératrice de son neveu l'empereur Horikawa, morte en 1114)

- Princesse impériale Keishi (Kaoruko), née en 1029, fille de l'empereur Go-Ichijō et de l'impératrice Fujiwara no Ishi; vestale de Kamo 1032-1036; entrée au palais en 1051; épouse impériale; titrée impératrice (chūgū) en 1068 ; morte en 1093; dont il eut 2 enfants :
  - Princesse, morte en bas âge
  - second fils: Prince né et mort en 1062

- Fujiwara no Shoshi (Akiko), fille de Fujiwara no Yorimune et fille adoptive de Fujiwara no Yoshinobu; entrée au palais en 1066; nonne en 1073

- Minamoto no Kishi (Motoko) née en 1047, fille de Minamoto no Motohira (fils de Koichijō no In) et d'une fille de Fujiwara no Yoshiyori; entrée au palais en 1068; épouse impériale en 1072; morte en 1134; dont il eut 2 enfants :
  - troisième fils : Prince Sanehito né en 1070; prince héritier en 1071; mort en 1085
  - quatrième fils : Prince Sukehito (1073-1119)

## Biographie
Comme il n'était pas d'origine Fujiwara, le kampaku Fujiwara no Yorimichi le néglige, mais selon la volonté de l'empereur Go-Suzaku, il est nommé prince héritier (kōtai-tei) lorsque son demi-frère aîné Chikahito monte sur le trône sous le nom de Go-Reizei. Ce dernier ne laissant à sa mort aucun enfant vivant, Takahito lui succède en 1068.
Le jeune frère de Yorimichi, Fujiwara no Norimichi devient alors kampaku, mais Go-Sanjō est déterminé à régner personnellement. En 1069, il publie le « Décret de régulation des shōen de l'ère Enkyū », et établit un bureau gouvernemental chargé de certifier l'enregistrement des shōen. En 1070, il régule la soie et en 1072, le système d'autorité centrale du Ritsuryō étant devenu lettre morte, il planifie de fortifier les finances de la maison impériale, qui s'étaient affaiblies.
En 1072, malade, il abdique en faveur de son fils le prince impérial Sadahito, qui devient alors l'empereur Shirakawa. La maladie l'emporte quelques mois après son abdication.
Go-Sanjo mourut en 1073; et il est enterré parmi les « sept tombeaux impériaux » au temple de Ryoan-ji à Kyoto.  Le monticule qui commémore l'empereur Go-Sanjo est aujourd'hui appelé « Shu-zan ».  L'endroit de l'enterrement de Go-Sanjo aurait été tout à fait humble dans la période après que l'empereur soit mort. Ces tombeaux ont atteint leur état d'aujourd'hui après la restauration des sépulcres impériaux qui ont été commandés par l'empereur Meiji.

## Ères de son règne
- Ère Jiryaku (1065-1069)
- Ère Enkyū   (1069-1074)